# 長谷川惠一 (バチェラー)
長谷川 惠一（はせがわ けいいち、1985年5月11日 - ）は、日本の実業家、パーソナルトレーナー、元バスケットボール選手、タレント。新潟県新潟市出身。
Amazon Prime Videoの恋愛リアリティ番組『バチェロレッテ・ジャパン』シーズン2の出演を経て、『バチェラー・ジャパン』シーズン5にて5代目バチェラーを務めたことで知られる。

## 来歴
- 新潟県立新潟南高等学校を卒業後、法政大学法学部法律学科に進学。学生時代はバスケットボール部に所属し、大学4年時にはインカレ準優勝を経験した[2]。
- 2008年に三井住友海上火災保険に入社。実業団バスケットボール部に所属しながら社会人選手として活動。
- 2013年には東京国体でベスト8入りの実績を持つ。その後、ライザップに転職し、パーソナルトレーナーとして活動を開始[3]。
- 2019年、3人制バスケットボールリーグ「3x3 PREMIER.EXE」にてプロ選手として復帰。2021年シーズンをもって現役を引退。
- 2022年、自身のパーソナルジムを設立し、法人化。社名を「2ndROUND」とし、2025年には麻布十番に2号店「WeLLKey Plus」をオープンしている[4]。

## 主な活動
- 2022年、Amazon Prime Videoの『バチェロレッテ・ジャパン』シーズン2に出演。誠実な姿勢と内向的なキャラクターで視聴者からの人気を集め、最終候補者の一人となる[5]。
- 2023年には『バチェラー・ジャパン』シーズン5で5代目バチェラーとして出演。番組内で参加女性の大内悠里を選び婚約に至ったが、2024年1月に破局を公表[6]。
- 2024年には山梨県の3x3チーム「上野原サンライズ」に所属し、39歳で現役復帰。2025年にはABEMAの『ラブパワーキングダム』に出演[7]。

## メディア出演
- 『バチェロレッテ・ジャパン』シーズン2（Amazon Prime Video、2022年7月）
- 『バチェラー・ジャパン』シーズン5（Amazon Prime Video、2023年8月）
- 『ラブパワーキングダム〜恋愛強者選挙〜』（ABEMA、2025年）[8]